# لشکر ۲۱۰ باشان
لشکر ۲۱۰ باشان (انگلیسی: 210th Division) یا لشکر باشان لشکر پیاده‌نظام و بازوی ترکیبی نیروی زمینی اسرائیل است، که تحت امر فرماندهی شمالی نیروهای دفاعی اسرائیل فعالیت می‌کند و مسئول جبهه سوریه است. لشکر باشان در سال ۱۹۷۳ پس از انحلال لشکر ۳۶۶ نتیو هائش تأسیس شد.
این لشکر یک یگان منطقه‌ای است که مسئولیت بلندی‌های جولان، کوه هرمون، کوه داو، مرز اسرائیل با سوریه و بخشی از مرزهای اسرائیل و لبنان، همچنین مرز اسرائیل و شمال اردن را برعهده دارد.
لشکر ۲۱۰ باشان در جنگ یوم کیپور، جنگ اسرائیل و لبنان، نبرد ۲۰۱۴ اسرائیل و غزه،  جنگ غزه، درگیری اسرائیل و حزب‌الله (۲۰۲۳–۲۰۲۴)، حمله اسرائیل به سوریه و حمله اسرائیل به لبنان به‌عنوان یگان عمل‌کننده حضور داشت. این لشکر پس از سقوط رژیم اسد در حمله اسرائیل به سوریه شرکت کرد. تیپ ۸۱۰ هحاریم از یگان‌های زیرمجموعه این لشکر است.